# Khalid al-Braiki
Khalid Nasser Fadhil al-Braiki (arabisch خالد البريكي, DMG Ḫālid al-Buraikī; * 3. Juli 1993 in Matrah) ist ein omanischer Fußballspieler.

## Karriere

### Klub
Ab der Saison 2014/15 spielte er für die erste Mannschaft von al-Mussanah. Zur Spielzeit 2016/17 wechselte er zu al-Shabab, worauf zur Runde 2018/19 der nächste Wechsel zu al-Nasr folgte. Seit der Saison 2019/20 steht er im Kader von al-Seeb.

### Nationalmannschaft
Seinen ersten bekannten Einsatz für die omanische Fußballnationalmannschaft hatte er am 9. September 2018 bei einem 0:0-Freundschaftsspiel gegen den Libanon über die volle Spielzeit. Nach weiteren Freundschaftsspielen kam  er bei der Asienmeisterschaft 2019 in jeder Partie zum Einsatz. Beim FIFA-Arabien-Pokal 2021 stand er ohne Einsatz im Kader.